# Ilse Van Hoecke
Ilse Van Hoecke (Gent, 19 maart 1975) is een Belgische presentatrice en actrice.

## Biografie
Van Hoecke studeerde podiumkunsten aan het conservatorium te Gent. Haar tv-carrière begon ze als wrapper bij Ketnet, waar ze door een toneeltje de programma's aankondigde. Later mocht ze er een aantal programma's presenteren zoals 100% Bakvis en de aanloop naar de eerste editie van Eurosong For Kids. Die periode was ze ook al een paar keer te zien op moederzender TV1.
De echte overstap naar Eén maakte ze in 2004. Het eerste programma dat ze presenteerde was Pluk de dag, een feelgood-programma waarin ze mensen gedurende Eén dag verwende. Daarna presenteerde ze onder andere nog de liveprogramma's van Eurosong For Kids. In 2005 maakte Van Hoecke haar radiodebuut, toen ze Friedl' Lesage verving bij De Nieuwe Wereld.
In 2007 presenteerde ze het programma Viva victoria. In het programma wil ze een aantal mensen hun grootste angsten en fobieën laten overwinnen.
Van oktober 2007 tot juni 2013 presenteerde Van Hoecke met Anja Daems en Cathérine Vandoorne het voormiddagprogramma De Madammen op Radio 2. Het programma wordt tevens rechtstreeks uitgezonden op Eén.
Tijdens de zomers van 2008 en 2009 presenteerde ze op Radio 2 het programma De Apenjaren. Hierin ging ze op stap met enkele acteurs.
In de zomer van 2013 stapte ze over van de VRT naar Sanoma om daar mee te werken aan Libelle TV. Van Hoecke presenteerde er, afwisselend met Els de Schepper, het dagelijks praatprogramma De eerste show, dat tevens werd uitgezonden op VIJF.
In 2016 werd ze docente taalvaardigheid en expressie aan de hogeschool Thomas More voor toekomstige kleuterleerkrachten.
Ilse Van Hoecke heeft haar eigen bedrijf Speak Up waarin ze workshops geeft in presentatie en communicatie.

## Persoonlijk
Van Hoecke heeft twee kinderen.

## Programma's

### Ketnet
- 2002-2003: 100% Bakvis (een lifestyleprogramma voor jongeren, samen met An Jordens)
- 2003: De aanloop naar de eerste editie van Eurosong For Kids (samen met An Jordens ging Ilse op stap met de kandidaten)

### Eén
- 2001: Flikken als Anne
- 2002: De Nationale Test (Ilse verving Geena Lisa Peeters als sidekick van Bart Peeters)
- 2002: De Lage Landen (programma gepresenteerd door Marcel Vanthilt, Ilse vertegenwoordigde België, Yvon Jaspers vertegenwoordigde Nederland)
- 2003, 2005, 2006: de liveshows van Eurosong For Kids
- 2004: Pluk de Dag (een feel good-programma waarin Ilse mensen gedurende één dag verwende)
- 2005: De startshow van Kom Op Tegen Kanker (samen met Martine Tanghe)
- 2005-2006: De Grote Geschiedenisshow (twee seizoenen)
- Eind 2006: Reportage in De Rode Loper (Ilse trok voor De Rode Loper en 11.11.11 naar Manilla, de hoofdstad van de Filipijnen. Ze bezocht er Metro Manilla, de armenwijken van de stad en een project dat aan vrouwen de kans geeft om een eigen bedrijfje op te starten.)
- 2007: Viva Victoria

### Radio 2
- 2007-2013: De Madammen
- Zomer 2008, zomer 2009: De Apenjaren

## Actrice
Door haar diploma speelde Van Hoecke ook een aantal rolletjes in televisieseries en films.

### Overzicht
- 2002: Science Fiction - juf
- 2002: Spoed - Freya Vermeulen
- 2002: Alias - Tinne
- 2001: Veel geluk, professor! - gastrol als studente
- 2001: Thuis - Sandra Nauwelaerts
- 2000: 2 Straten verder
- 2000: Flikken - Anne, aflevering Gif
- 2000: Café Majestic - Verpleegster, aflevering Kazatchok
- 2000: Verschoten & Zoon - Cindy, aflevering De nieuwe spruit
- 1999: De Kotmadam - Martine, aflevering Honolulu
- 1998: Hof van Assisen - Anita Lambert, aflevering Een Porsche of een kogel
- 1998: Deman - Hilde Stevens, aflevering Duivelse minnaars
- 1998: Windkracht 10 - dokter, aflevering Vriend in nood
- 1997: De Kotmadam - Annick, aflevering Isabelle

Huidig (anno 2022):
Luc Appermont · Cara Cobbaert · Anja Daems · Sandra Deakin · Karolien Debecker · Kim Debrie · Peter De Groot · Lars De Groote · Guy De Pré · Chris Dusauchoit · Dirk Ghijs · Peter Hermans · Wouter Landuyt · Filip Ledaine · Daan Masset · Caren Meynen · Sven Pichal · Marc Pinte · Harald Scheerlinck · Siska Schoeters · Benjamien Schollaert · Showbizz Bart · Sharon Slegers · Jo Van Damme · Niels Vandeloo · Sonny Vanderheyden · Cathérine Vandoorne · Christel Van Dyck · Ruben Van Gucht · Iris Van Hoof · Vanessa Vanhove · Britt Van Marsenille · David Van Ooteghem · Peter Verhulst · Dirk Vlaeyen · Pascal Vranckx · Albrecht Wauters
Voormalig:
Luk Alloo · Johan Anthierens · Nand Baert · Erik Baeyens · Wim Bary · Jos Baudewijn · Flor Berckenbosch · Marcel Beerten · Wilfried Bertels · Marc Brillouet · Els Broeckmans · Fred Brouwers · Edwin Brys · Ro Burms · Walter Capiau · Annemie Coppieters · Harry Creemers · Karel Daerden · Christoff · Conny De Boos · Hein Decaluwé · Jessie De Caluwe · Jo met de Banjo · Gust De Coster · Martin De Jonghe · Paula De Meulder · Els De Vuyst · Frank Dingenen · Michel Follet · Jacky Geerts · Jos Ghysen · Margriet Hermans · Irene Houben · Michel Ilsen · Rita Jaenen · Chris Jonckers · Tante Kaat · Luk de Laat · Jo Leemans · Leki · Kathy Lindekens · Kris Luyten · Micha Marah · Betty Mellaerts · Kaat Mendonck · Freek Neirynck · Line Ooms · Sven Ornelis · Katrien Palmers · Gerard Pollet · Julien Put · Hugo Raspoet · Niko Reynaert · Luk Saffloer · Karel Segers · Lennart Segers · Lutgart Simoens · Rudi Sinia · Dirk Somers · Dré Steemans · Jan Theys · Gene Thomas · Wiet Van Broeckhoven · Marc Van den Hoof · Dieter Vandepitte · Karin Van den Berghe · Thomas Van der Spiegel · Kurt Van Eeghem · Wim Van Gansbeke · Els Van Herzeele · Ilse Van Hoecke · Bert Van Molle · Jan Van Rompaey · Paula Van Wilder · Louis Verbeeck · Karel Vereertbruggen · Herwig Verhovert · Luc Verschueren · Johan Verstreken · Tom Vossen · Eddy Wally · Niels William · Edwin Ysebaert · Zaki
Huidig (anno 2025):
Lee Arrendell · Thomas De Smet · Nona 't Jolle · Nidal van Rijn · Emma Vanthielen
Voormalig (1997–2024):
Jelle Cleymans (2002–2007) · Staf Coppens (1999–2004) · Karolien Debecker (2006–2009) · Veerle Deblauwe (2003–2006) · Sam De Bruyn (2009) · Niels Destadsbader (2009–2014) · Ianka Fleerackers (1998–2001) · Tom Gernaey (2006) · Sander Gillis (2012–2023) · An Jordens (1998–2005) · Melvin Klooster (2006–2012) · Heidi Lenaerts (2006–2007) · Friedl' Lesage (1997–1998) · Charlotte Leysen (2011–2019) · Véronique Leysen (2009–2013) · Kristien Maes (2007–2012) · Gloria Monserez (2020-2024) · Sarah Mouhamou (2014-2025) · Leonard Muylle (2012–2018) · Sven Ornelis (1997–1999) · Peter Pype (2004–2012) · Ben Roelants (2009) · Mark Tijsmans (1997–2002) · Héritier Tipo (2022–2024) · Thomas Van Achteren (2015–2022) · Katrien Van Deuren (1998–1999) · Peter Van de Veire (1997–2002) · Steven Van Herreweghe (1997–2002) · Kobe Van Herwegen (2006–2011) · Ilse Van Hoecke (1998–2004) · Gitte Van Hoyweghen (1997–2001) · Britt Van Marsenille (2004–2008) · Sofie Van Moll (2001–2007) · Erika Van Tielen (2003–2006) · Henk Vermeulen (1998–2004) · Aron Wade (1998–2003) · Sien Wynants (2012–2022)